# Lock Haven University of Pennsylvania
Lock Haven University of Pennsylvania (LHU) är ett statligt universitet i Lock Haven i centrala Pennsylvania. Universitetet grundades 1870 som Central State Normal School.

## Kända elever
- Bret Shugarts NFL-spelare för Pittsburgh Steelers
- John Eisenhooth NFL-spelare för Seattle Seahawks
- Jim Larkin NFL-spelare för Buffalo Bills
- Harris Jacob Bixler (1862–1930), amerikansk politiker